# Korenjak (Chorwacja)
Korenjak – wieś w Chorwacji, w żupanii varażdińskiej, w gminie Maruševec. W 2011 roku liczyła 82 mieszkańców.